# Biển Chile

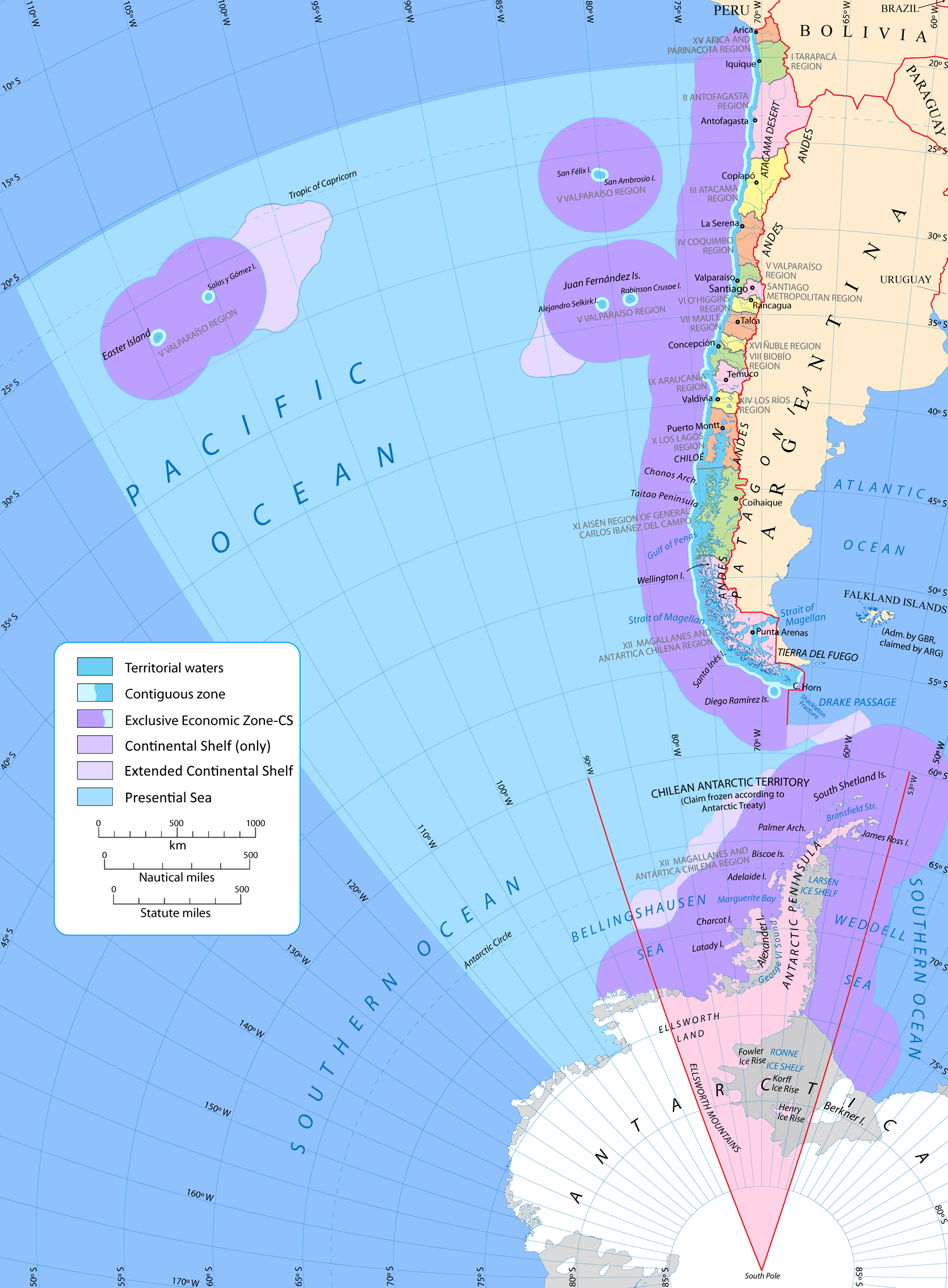
Bản đồ biển Chile, gồm chủ quyền ở Nam cực
Vùng kinh tế đặc biệt
Thềm lục địa
Biển chủ quyền

Biển Chile là phần của Thái Bình Dương nằm ở phía tây của đất liền Chile. Chính quyền Chile công bố chính thức quyền sử dụng Biển Chile vào ngày 30 tháng 5 năm 1974 khi Công báo của nước Cộng hòa Chile đăng Nghị định số 346, tuyên bố rằng vùng nước xung quanh hoặc chạm vào thềm lục địa của quốc gia sẽ được gọi là "Mar Chileno" (Biển Chile).
Biển Chile bao gồm các vùng biển quanh bờ biển phía tây đất liền của Chile đến 200 hải lý tính từ đường thủy triều xuống thấp, riêng đối với đảo Phục Sinh và đảo Salas y Gómez là 350 hải lý.